# طبیب (برنامه تلویزیونی)
طبیب یک برنامه زنده تلویزیونی است که از شنبه تا چهارشنبه به تهیه‌کنندگی علی زاهدی‌تاش و با اجرای پیمان طالبی از شبکه ۳ تلویزیون ایران پخش می‌شود. هدف این برنامه اطلاع‌رسانی و پیشگیری در حوزه سلامت و میزبانی از متخصصان رشته‌های مختلف پزشکی است.

## پیشینه
پخش این برنامه از ۲۰ آذر ۱۳۹۵ بدون وقفه از شبکه سه روی آنتن بود، تا اینکه در ۲۸ خرداد ۱۴۰۱ متوقف شد. خرداد ۱۴۰۱ یکی از کارشناس‌های برنامه یکی از مهم‌ترین دلایل شیوع آرتروز در بین شهروندان کشورهای اسلامی از جمله ایران را نماز خواندن به دلیل فشار بر غضروف‌های پا عنوان کرد. چند ساعت پس از پخش این برنامه، معاون سازمان صدا وسیما با انتشار اطلاعیه‌ای، از توقف طبیب به دلیل بی‌توجهی به استانداردهای تخصصی خبر داد. پس از بررسی‌ها و ملاحظات انجام شده از سوی شبکه سه و عوامل برنامه، مجدداً از ۲۰ تیر ماه همان سال این برنامه به آنتن بازگشت.
خواننده تیتراژ برنامه طبیب در ابتدا بهنام صفوی بود و بعداً گرشا رضایی خواننده تیتراژ اول این برنامه شد.

## جوایز و نامزدها
| سال  | جوایز                      | رده                   | گیرنده      | نتیجه    |
| ---- | -------------------------- | --------------------- | ----------- | -------- |
| ۱۴۰۰ | بیست و یکمین دوره جشن حافظ | بهترین چهره تلویزیونی | پیمان طالبی | نامزدشده |